# TH+ SBT Vale
TH+ SBT Vale (anteriormente, TV Thathi Vale ou TV Thathi SBT) é uma emissora de televisão brasileira sediada em São José dos Campos, cidade do estado de São Paulo. Opera no canal 22 (48 UHF digital) e é afiliada ao SBT. A emissora pertence ao Grupo Thathi de Comunicação, e transmite sua programação para o Vale do Paraíba e o Litoral Norte. Seus estúdios estão localizados no Jardim Aquarius, e seus transmissores estão no alto do Morro do Cruzeiro, no Jardim Guimarães.

## História

### Antecedentes
A concessão para o canal 22 UHF de São José dos Campos foi outorgada pelo presidente Luiz Inácio Lula da Silva em 1.º de junho de 2010, após concorrência pública vencida pelo SBT. Porém, devido a dificuldades financeiras causadas pelo rombo do Banco PanAmericano, a rede desistiu do projeto de implantação da emissora e repassou a concessão para o Grupo Solpanamby no fim do mesmo ano.
O projeto se manteve engavetado durante a maior parte da década de 2010, e nesse meio tempo, devido a transição para o sinal digital, a emissora ganhou uma nova licença para o canal 55 UHF em 1.º de setembro de 2017, redistribuída posteriormente para o canal 48 UHF devido a cessão dos canais 52 a 69 para a tecnologia 4G.
Em outubro de 2020, o Grupo Solpanamby vendeu todos os seus ativos de mídia para o Grupo Thathi de Comunicação, cabendo aos novos proprietários a conclusão da implantação da emissora. Foram criados estúdios em um edifício comercial localizado no Jardim Aquarius, enquanto o jornalista Jorge Vinicius, que era gerente de esportes do Grupo Thathi, foi designado para cuidar da nova emissora.

### Lançamento
Após cerca de um mês de transmissões experimentais, a TV Thathi Vale passou a transmitir regularmente em 9 de maio de 2021, exibindo a programação do SBT, que até então mantinha o seu sinal em São José dos Campos através de uma retransmissora no canal 51 UHF. A criação da emissora encerrou uma antiga demanda do SBT para a região, uma vez que por não haver afiliada, a rede mantinha desde meados dos anos 2000 um departamento comercial em São José dos Campos, responsável por vender publicidade específica para o Vale do Paraíba em seu sinal via satélite, utilizado pelas retransmissoras do SBT São Paulo, gradativamente substituídas pelo sinal da TV Thathi Vale nos meses seguintes.
Em 7 de outubro, a emissora realizou um coquetel na Sphere International School, com a presença do presidente do Grupo Thathi de Comunicação, Chaim Zaher, do apresentador da TV Thathi Litoral, Luciano Faccioli, e do prefeito de São José dos Campos, Felicio Ramuth, para apresentar sua programação ao mercado publicitário. No dia seguinte, foi ao ar a sua programação inaugural, com a estreia dos programas Vale Demais e Hora do Vale na faixa do meio-dia, e do Thathi Notícias no início da noite. Em 31 de janeiro de 2022, a TV Thathi Vale ampliou a sua cobertura para o Litoral Norte de São Paulo, ao assumir as retransmissoras que pertenciam à VTV, de Santos. 
No dia 10 de fevereiro de 2025, a emissora, assim como as suas irmãs espalhadas por São Paulo, passaram a utilizar a marca TH+, com a emissora do Vale da Paraíba adotando o nome TH+ SBT Vale. A nova nomenclatura, segundo o Grupo Thathi, reforça a conexão entre as emissoras de televisão aberta, além das rádios e do portal institucional do Grupo Thathi de Comunicação.

## Programas

### Jornalismo
Os primeiros noticiários da emissora foram o jornalístico Hora do Vale, apresentado por Vinícius Valverde na faixa do meio-dia, e na faixa noturna, o telejornal Thathi Notícias, com Marcela Mesquita, que foram ao ar a partir de 8 de outubro de 2021.
Em 24 de janeiro de 2022, estreou durante as manhãs o telejornal Novo Dia, apresentado por Marcela Mesquita, que com sua ida para o novo noticiário, deixou a apresentação do Thathi Notícias para Fernanda Santos. Em 6 de março de 2023, a emissora estreou na faixa vespertina o SBT Esporte +, apresentado por Lucas Tavares.
Em 18 de março de 2024, a emissora estreou na faixa vespertina o Tá na Hora Vale, apresentado por Vinícius Valverde. 

### Entretenimento
A primeira produção de entretenimento da emissora foi o Vale Demais, programa de variedades apresentado por Fernanda Comora, que entrou no ar em 8 de outubro de 2021. Semanas depois, Fernanda deixou o programa, sendo substituída por Gabriela Abravanel e Guilherme Galazzo, que até então apresentavam um dos quadros da atração.
Em 11 de dezembro, estreou aos sábados o Modo Vale, apresentado por Ana Paula Torquetti e Lucas Monqueiro, baseado no canal de vídeos sobre assuntos e curiosidades relacionadas à região que os apresentadores mantinham no YouTube, o Bora Vale.